# Acta Apostolicae Sedis
Acta Apostolicae Sedis (latinsky, česky: Akta Apoštolského stolce, zkratkou AAS) je periodikum, sloužící jako úřední věstník Svatého stolce a Vatikánu. Je vydáván jako měsíčník, ale v případě potřeby i nepravidelně. Obsahuje důležité veřejné dokumenty vydané papežem, Římskou kurií a vatikánskými úřady. Její vydávání bylo zahájeno pod titulem Acta Sanctae Sedis (Akta Svatého stolce) v roce 1895, pod současným jménem byla Acta Apostolicae sedis vydána poprvé 23. května 1904 za papeže Pia X. Jedná se o oficiální tiskový orgán Vatikánu, což znamená záruku, že všechny dokumenty v něm zveřejněné jsou autentické a oficiální.